# 高鵬 (正德辛未進士)
高鵬（1485年—？年），字雲翼，湖廣岳州府澧州人，明朝政治人物。

## 生平
湖廣鄉試第六十五名舉人。正德六年（1511年）中式辛未科會試第二百七名，登第二甲第一百零一名進士。正德十一年（1516年）任直隸霸州（今河北省霸州市）知州。

## 家族
曾祖高信；祖父高璉，監生；父高鏜，母丁氏。